# FC Emmen in het seizoen 2017/18
Dit artikel geeft een overzicht van FC Emmen in het seizoen 2017/2018. FC Emmen komt dit seizoen uit in de 
Eerste divisie en de KNVB Beker. Emmen promoveerde dit seizoen voor het eerst in zijn bestaan naar de Eredivisie. In de play-offs voor promotie wist de club N.E.C. (in de halve finales) en Sparta Rotterdam (in de finales) uit te schakelen. Hierdoor zal er voor de eerste keer een club uit de provincie Drenthe in de Eredivisie uitkomen.

## Wedstrijden

### Eerste divisie

#### Competitie
| Tegenstander     | Thuis | Uit |
| ---------------- | ----- | --- |
| Almere City FC   | 2-2   | 2-2 |
| SC Cambuur       | 2-0   | 1-1 |
| FC Den Bosch     | 2-2   | 1-2 |
| FC Dordrecht     | 1-3   | 2-2 |
| FC Eindhoven     | 1-1   | 2-1 |
| Fortuna Sittard  | 0-0   | 1-2 |
| Go Ahead Eagles  | 0-0   | 0-1 |
| BV De Graafschap | 5-2   | 2-2 |
| Helmond Sport    | 0-0   | 3-1 |
| Jong Ajax        | 2-2   | 3-2 |
| Jong AZ          | 0-2   | 2-1 |
| Jong PSV         | 3-1   | 1-1 |
| Jong FC Utrecht  | 0-0   | 1-2 |
| MVV Maastricht   | 2-1   | 0-1 |
| NEC Nijmegen     | 1-0   | 1-1 |
| FC Oss           | 1-1   | 2-3 |
| RKC Waalwijk     | 2-1   | 0-2 |
| SC Telstar       | 2-3   | 0-0 |
| FC Volendam      | 2-3   | 2-3 |

#### Play-offs
| Datum      | Tegenstander     | Uitslag | Uit/Thuis |
| ---------- | ---------------- | ------- | --------- |
| 10-05-2018 | NEC Nijmegen     | 4-0     | Thuis     |
| 13-05-2018 | NEC Nijmegen     | 4-1     | Uit       |
| 17-05-2018 | Sparta Rotterdam | 0-0     | Thuis     |
| 20-05-2018 | Sparta Rotterdam | 1-3     | Uit       |

### KNVB Beker
| Datum      | Tegenstander | Uitslag | Uit/Thuis |
| ---------- | ------------ | ------- | --------- |
| 19-09-2017 | NEC Nijmegen | 1-3     | Thuis     |

## Selectie

### Technische staf
| Naam            | Functie           |
| --------------- | ----------------- |
| Dick Lukkien    | Hoofdtrainer      |
| René Grummel    | Assistent-trainer |
| Casper Goedkoop | Assistent-trainer |
| Richard Moes    | Keeperstrainer    |
| Kees van Duyn   | Fysiotherapeut    |
| Jan Haak        | Verzorger         |
| Harm Hensens    | Elftalleider      |
| Karel Hilbrands | Materiaalman      |

### Keepers
| Naam               | Contract tot | Seizoen bij Emmen | Vorige club     | Debuut voor Emmen |
| ------------------ | ------------ | ----------------- | --------------- | ----------------- |
| Kjell Scherpen     | 2020         | 1e                | Eigen jeugd     | 3 november 2017   |
| Dennis Telgenkamp  | 2017         | 3e                | Heracles Almelo | 7 augustus 2015   |
| Peter van der Vlag | 2017         | 3e                | FC Groningen    | 10 augustus 2012  |

### Verdedigers
| Naam            | Contract tot | Seizoen bij Emmen | Vorige club         | Debuut voor Emmen |
| --------------- | ------------ | ----------------- | ------------------- | ----------------- |
| Nick Bakker     | 2019         | 2e                | FC Groningen        | 23 september 2016 |
| Glenn Bijl      | 2018         | 1e                | FC Groningen        | 18 augustus 2017  |
| Stef Gronsveld  | 2018         | 2e                | Feyenoord Rotterdam |                   |
| Gersom Klok     | 2018         | 1e                | HHC Hardenberg      | 8 augustus 2016   |
| Josimar Lima    | 2018         | 2e                | FC Dordrecht        | 8 augustus 2016   |
| Tim Siekman     | 2018         | 8e                | HHC Hardenberg      | 26 oktober 2007   |
| Keziah Veendorp | 2018         | 1e                | FC Groningen        | 18 augustus 2017  |
| Jeroen Veldmate | 2018         | 1e                | Viborg FF           | 18 augustus 2017  |
| Joris Voest     | 2018         | 1e                | SC Heerenveen       | 19 september 2017 |
| Nande Wielink   | Amateur      | 2e                | Eigen jeugd         | 14 oktober 2016   |

### Middenvelders
| Naam              | Contract tot | Seizoen bij Emmen | Vorige club      | Debuut voor Emmen |
| ----------------- | ------------ | ----------------- | ---------------- | ----------------- |
| Emil Bijlsma      | Amateur      | 1e                | Eigen Jeugd      | 6 oktober 2017    |
| Alexander Bannink | 2020         | 5e                | BV De Graafschap | 10 augustus 2012  |
| Henk Bos          | 2018         | 3e                | FC Groningen     | 7 februari 2015   |
| Willem Huizing    | 2018         | 1e                | SC Heerenveen    | 25 augustus 2017  |
| Hilal Ben Moussa  | Amateur      | 1e                | FC Volendam      | 18 augustus 2017  |
| Youri Loen        | 2018         | 2e                | Sparta Rotterdam | 16 september 2016 |

### Aanvallers
| Naam           | Contract tot | Seizoen bij Emmen | Vorige club      | Debuut voor Emmen |
| -------------- | ------------ | ----------------- | ---------------- | ----------------- |
| Mario Bilate   | 2018         | 1e                | FC Den Bosch     | 18 augustus 2017  |
| Omran Haydary  | 2018         | 1e                | Roda JC          | 15 september 2017 |
| Michiel Hemmen | 2018         | 1e                | SC Cambuur       | 25 augustus 2017  |
| Anco Jansen    | 2018         | 1e                | Boluspor         | 1 september 2017  |
| Cas Peters     | 2019         | 3e                | BV De Graafschap | 8 augustus 2014   |

### Mutaties

#### Inkomend
| Naam               | Komt van         | Transfersom  |
| ------------------ | ---------------- | ------------ |
| Alexander Bannink  | BV De Graafschap | Transfervrij |
| Glenn Bijl         | FC Groningen     | Transfervrij |
| Emil Bijlsma       | Eigen jeugd      |              |
| Mario Bilate       | FC Den Bosch     | Transfervrij |
| Michael Chacón     | FC Dordrecht     | Transfervrij |
| Michiel Hemmen     | SC Cambuur       | Transfervrij |
| Omran Haydary      | Roda JC          | Transfervrij |
| Willem Huizing     | SC Heerenveen    | Transfervrij |
| Anco Jansen        | Boluspor         | Transfervrij |
| Hilal Ben Moussa   | FC Volendam      | Transfervrij |
| Kjell Scherpen     | Eigen jeugd      | n.v.t.       |
| Keziah Veendorp    | FC Groningen     | Transfervrij |
| Jeroen Veldmate    | Viborg FF        | Transfervrij |
| Peter van der Vlag | FC Groningen     | Transfervrij |
| Joris Voest        | SC Heerenveen    | Transfervrij |

#### Uitgaand
| Naam              | Nieuwe club      | Transfersom                             |
| ----------------- | ---------------- | --------------------------------------- |
| Junior Albertus   | Sparta Nijkerk   | Einde contract                          |
| Alexander Bannink | De Graafschap    | Einde huurperiode                       |
| Josip Baric       | vv Emmen         | Einde contract                          |
| Eser Elmali       | ASV Dronten      | Einde contract                          |
| Niels Fleuren     | TOP Oss          | Einde contract                          |
| Pascal Huser      | ACV              | Einde contract                          |
| Issa Kallon       | FC Utrecht       | Einde huurperiode                       |
| Viktor Maier      | SC Wiedenbrück   | Contract in onderling overleg ontbonden |
| Jurjan Mannes     | SC Cambuur       | Einde contract                          |
| Justin Mulder     | ACV              | Einde contract                          |
| Frank Olijve      | Orange County SC | Einde contract                          |
| Derian Reinders   | HHC Hardenberg   | Einde contract                          |
| Tyson dos Santos  | Be Quick 1887    | Einde contract                          |
| Wieger Sietsma    | SC Heerenveen    | Einde huurperiode                       |
| Género Zeefuik    | gestopt          | Einde contract                          |